# 1995–1996-os magyar női kosárlabda-bajnokság
Az 1995–1996-os magyar női kosárlabda-bajnokság az ötvenkilencedik magyar női kosárlabda-bajnokság volt. A bajnokságot átszervezték oly módon, hogy az A és a B csoport már teljesen függetlenül játszott egymástól, a kiesés és a feljutás csoporton belül dőlt el. Az A csoportban tizennégy csapat indult el az előző évi szereplés alapján, a csapatok két kört játszottak. Az alapszakasz után az 1-8. helyezettek play-off rendszerben játszottak a bajnoki címért, míg a 9-14. helyezettek az egymás elleni eredményeiket megtartva újabb két kört játszottak a kiesés elkerüléséért.
A Tungsram SC megszűnt, a szakosztályt a Ferencvárosi TC vette át.
A Kecskeméti SC új neve Kecskeméti KC lett.
A Zala Volán MTE új neve Zala Volán TE lett.

## Alapszakasz
| #   | Csapat                             | M  | Gy | V  | K+   | K-   | P  |
| --- | ---------------------------------- | -- | -- | -- | ---- | ---- | -- |
| 1.  | Pécsi VSK-Dália                    | 26 | 23 | 3  | 2210 | 1578 | 49 |
| 2.  | GYSEV Sopron                       | 26 | 23 | 3  | 2190 | 1589 | 49 |
| 3.  | Diósgyőri KSK                      | 26 | 22 | 4  | 2463 | 1874 | 48 |
| 4.  | BSE                                | 26 | 21 | 5  | 2315 | 1790 | 47 |
| 5.  | Ferencvárosi TC                    | 26 | 19 | 7  | 2133 | 1669 | 45 |
| 6.  | Soproni Postás                     | 26 | 16 | 10 | 2113 | 1817 | 42 |
| 7.  | MTK                                | 26 | 12 | 14 | 1923 | 1960 | 38 |
| 8.  | Univer-Petőfi Nyomda-Kecskeméti KC | 26 | 11 | 15 | 1938 | 2129 | 37 |
| 9.  | KSC Szekszárd                      | 26 | 10 | 16 | 1905 | 2043 | 36 |
| 10. | Szolnoki MÁV MTE                   | 26 | 9  | 17 | 1753 | 1916 | 35 |
| 11. | Zala Volán TE                      | 26 | 8  | 18 | 1792 | 2015 | 34 |
| 12. | BSC Szarvas                        | 26 | 5  | 21 | 1579 | 2121 | 31 |
| 13. | Közgáz-Matáv SC                    | 26 | 3  | 23 | 1758 | 2321 | 29 |
| 14. | Szombathelyi SE                    | 26 | 0  | 26 | 1355 | 2605 | 26 |

* M: Mérkőzés Gy: Győzelem V: Vereség K+: Dobott kosár K-: Kapott kosár P: Pont

## Rájátszás

### 1–8. helyért
Negyeddöntő: Pécsi VSK-Dália–Univer-Petőfi Nyomda-Kecskeméti KC 102–74, 95–77, 83–58 és GYSEV Sopron–MTK 102–69, 79–78, 80–69 és Diósgyőri KSK–Soproni Postás 106–79, 82–76, 91–72 és BSE–Ferencvárosi TC 76–79, 77–73, 90–64, 72–88, 85–80
Elődöntő: Pécsi VSK-Dália–BSE 92–73, 84–87, 73–85, 88–85, 77–73 és GYSEV Sopron–Diósgyőri KSK 86–79, 95–107, 82–86, 82–92
Döntő: Pécsi VSK-Dália–Diósgyőri KSK 91–81, 97–87, 80–72
3. helyért: GYSEV Sopron–BSE 75–80, 81–82, 90–75, 75–87
5–8. helyért: Ferencvárosi TC–Univer-Petőfi Nyomda-Kecskeméti KC 85–60, 85–82 és Soproni Postás–MTK 68–63, 95–81
5. helyért: Ferencvárosi TC–Soproni Postás 79–66, 49–73, 79–65
7. helyért: MTK–Univer-Petőfi Nyomda-Kecskeméti KC 74–64, 78–58

### 9–14. helyért
| #   | Csapat           | M  | Gy | V  | K+   | K-   | P  |
| --- | ---------------- | -- | -- | -- | ---- | ---- | -- |
| 9.  | KSC Szekszárd    | 20 | 16 | 4  | 1632 | 1332 | 36 |
| 10. | Szolnoki MÁV MTE | 20 | 13 | 7  | 1532 | 1331 | 33 |
| 11. | Zala Volán TE    | 20 | 11 | 9  | 1511 | 1402 | 30 |
| 12. | Közgáz-Matáv SC  | 20 | 10 | 10 | 1523 | 1499 | 30 |
| 13. | BSC Szarvas      | 20 | 8  | 12 | 1402 | 1539 | 28 |
| 14. | Szombathelyi SE  | 20 | 2  | 18 | 1261 | 1758 | 22 |